# Джон Лаурінайтіс
Джон Джозеф Лаурінайтіс (анґл. John Joseph Laurinaitis, нар. 31 липня 1962, Філадельфія, Пенсільванія, США), також відомий як Джонні Ейс або Великий Джонні - американський професійний реслер, колишній виконувач обов'язків віце-президента WWE. Звільнений з посади  після No Way Out 2012.
Він виступав на таких аренах як: World Championship Wrestling (WCW), All Japan Pro Wrestling (AJPW) та WWE. Також є творецем прийому Cutter (нині популярний RKO від Ортона, хуліґанський каттер (від Буллі Рея Дадлі) та багато інших лише варіації його прийому).